# Indonezja na Letnich Igrzyskach Olimpijskich 1976
Indonezję na Letnich Igrzyskach Olimpijskich 1976 reprezentowało 7 zawodników: 5 mężczyzn i 2 kobiet. Był to 6. start reprezentacji Indonezji na letnich igrzyskach olimpijskich.

## Skład kadry

### Boks
Mężczyźni
- Syamsul Harahap - waga lekkopółśrednia - 9. miejsce
- Frans van Bronckhorst - waga półśrednia - 17. miejsce

### Lekkoatletyka
Kobiety
- Carolina Rieuwpassa

100 metrów - odpadła w eliminacjach
200 metrów - odpadła w eliminacjach

### Łucznictwo
Mężczyźni
- Donald Pandiangan - indywidualnie - 19. miejsce

Kobiety
- Leane Suniar - indywidualnie - 9. miejsce

### Pływanie
Mężczyźni
- Kris Sumono

100 metrów st. dowolnym - odpadł w eliminacjach
200 metrów st. dowolnym - odpadł w eliminacjach
400 metrów st. dowolnym - odpadł w eliminacjach
1500 metrów st. dowolnym - odpadł w eliminacjach

### Podnoszenie ciężarów
Mężczyźni
- Warino Lestanto - waga średnia - 17. miejsce